# Списък на национални девизи

## А
- Австралия: няма, преди Advance Australia (английски, „Напред Австралия“)
- Австрия:Die Zukunft liegt in unseren Händen, Österreich liegt in unseren Herzen („Будучыня ў нашых руках, Аўстрыя ў нашых сэрцах“ ) . Раней адным з магчымых значэнняў было : лат. Austriae est imperare orbi universo („Доля Аўстрыі - кіраваць светам. “)
- Австро-Унгария: Indivisibiliter ac Inseparabiliter (латински, „Неделимо и Неразделно")
- Азербайджан: няма
- Албания: няма
- Алжир:بالشعب و للشعب („От хората за хората“)
- Ангола: Virtus Unita Fortior (латински, „Съединението прави силата“)
- Андора: Virtus Unita Fortior (латински, „Съединението прави силата“)
- Антигуа и Барбуда: Each endeavouring, all achieving („Общи усилия, общи успехи“)
- Аржентина: En Unión y Libertad (испански, „В съюз и Свобода“)
- Армения: Մեկ Ազգ, Մեկ Մշակույթ (Мек Азг Мек Ашакуйт, арменски, „Една страна, една култура“)

## Б
- Барбадос: Pride and Industry („Гордост и трудолюбие“)
- Бангладеш: няма
- Беларус: Жыве Беларусь! („Да Живее Беларус!“)
- Бахамски острови:Forward, Upward, Onward Together (английски, „Напред, Нагоре, Заедно Напред“)
- Белгия: Eendracht maakt macht (нидерландски), L'union fait la force (френски), Einigkeit gibt Starke (немски) – („Съединението прави силата“)
- Белиз: Sub umbra floreo (латински, „Процъфтявам под сянката“)
- Бенин: Fraternité, Justice, Travail (френски, „Братство, Справедливост, Труд“)
- Бермудски острови: Quo fata ferunt (латински, „Накъдето ни поведе съдбата“)
- Боливия: La Unión es la Fuerza (испански, „Съединението е Силата“)
- Босна и Херцеговина: няма
- Ботсвана: Pula (тсуана, „Дъжд“)
- Бразилия: Ordem e progresso (португалски, „Ред и Прогрес“)
- Бруней: (малайски, „Винаги служим с Божието напътствие“)
- Буркина Фасо: Unité, Progrès, Justice (френски, „Единение, Напредък, Справедливост“)
- Бурунди: Unité, Travail, Progrès (френски, „Единение, Труд, Напредък“)
- България: „Съединението прави силата“

## В
- Ватикана: няма
- Вануату: Let us stand firm in God („Постоянни пред Бога“)
- Венецуела: Dios y Federación (испански, „Господ и Федерацията“)
- Виетнам: Ðộc lập, tự do, hạnh phúc (виетнамски, „Независимост, свобода, щастие“)

## Г
- Габон: Union, Travail, Justice (френски, Единение, Работа, Справедливост")
- Гамбия: Progress, Peace, Prosperity (английски, Напредък, Мир, Благоденствие")
- Гана: Freedom and Justice (английски, „Свобода и Справедливост“)
- Гватемала: Libre Crezca Fecundo (английски, „Расти Свободна и Плодородна“)
- Гвиана: One people, one nation, one destiny (английски, „Един Народ, една Нация, една Съдба“)
- Гвинея: Travail, Justice, Solidarité! (френски, „Труд, Справедливост, Солидарност“)
- Гвинея-Бисау: Unidade, Luta, Progresso! (португалски, „Единство, Борба, Прогрес“)
- Германия: Einigkeit und Recht und Freiheit (немски, „Единодушие и справедливост и свобода“)
- Гренада: Ever Conscious of God We Aspire, Build and Advance as One People! (английски, „С Господ в съзнанието ни, Ние се издигаме, Градим и Напредваме като един Народ“)
- Грузия: ძალა ერთობაშია! („Силата е в Обединението“)
- Гърция: Ελευθερία ή θάνατος! (гръцки, „Свобода или смърт!“)

## Д
- Дания: няма; Девиз на кралица Маргрете II: Guds hjælp, Folkets kærlighed, Danmarks styrke (датски, „Божията помощ, любовта на народа, силата на Дания“)
- Джибути: Unité, Égalité, Paix! (френски, „Единство, Равенство, Мир“)
- Доминика: Après Bondie, C'est La Ter (френски, „След Господ е Земята“)
- Доминиканска република: Dios, Patria, Libertad (испански, „Бог, родина, свобода“)

## Е
- Европейски съюз: In varietate concordia (латински, „Обединени в многообразието“)

## З
- Зимбабве: Unity, Freedom, Work (английски, „Съединение, свобода, труд“)

## И
- Източен Тимор: Honra, Pátria e Povo! (португалски, „Чест, Родина, Народ!“)
- Испания: Plus Ultra (латински, „Повече отвъд“)
- Италия: няма
- Индия - „Единствено истината триумфира“

## Й
- Йордания: „Бог, Страната, Крал“

## К
- Камбоджа: ជាតិ សាសនា ព្រះមហាក្សត្ (Нация, Религия, Крал!)
- Кения: Harambee (суахили, „Да работим заедно“)
- Кирибати: Te Mauri, Te Raoi ao Te Tabomoa (кирибатски, „Здраве, мир и просперитет“)
- Канада: From many peoples strength (английски, „От много народи силата“)[1]

## Л
- Латвия: Tēvzemei un Brīvībai (латвийски, „За родина и свобода“)
- Литва: Laisvė, Vienybė, Gerovė (на литовски: „Свобода, Единство, Благоденствие“)

## М
- Малайзия: Bersekutu Bertambah Mutu (малайски, „Съединението е сила“)
- Мароко: „Бог, Страната, Крал“
- Маршалови острови: Jepilpilin ke ejukaan (маршалски „Постижения чрез обединени усилия“)
- Микронезия: Peace Unity Liberty (английски „Мир, Съединение, Свобода“)

## Н
- Намибия: Unity, liberty, justice (английски, „Съединение, свобода, справедливост“)
- Нова Зеландия: няма
- Науру: God's Will First (английски, „Първо Божията воля“)

## О
- Обединено кралство: Dieu et mon droit (френски, „Бог и моето право“)
- Оман: няма

## П
- Палау: няма
- Панама: Pro mundi beneficio (латински, „За благоденствието на света“)
- Папуа Нова Гвинея: Unity in diversity (английски, „Единство в разнообразието!“)

## Р
- Румъния: няма; старият е Nihil Sine Deo (латински, „Нищо без Бог“))

## С
- Сан Марино: Libertas (латински, „Свобода“)
- Сао Томе и Принсипи: няма
- Саудитска Арабия: „Няма друг бог освен Аллах и Мохамед е негов пророк“
- Соломонови острови: To Lead is to Serve (английски: „Да водиш значи да служиш“)
- Суверенен Малтийски орден: Tuitio Fidei et Obsequium Pauperum (латински: „Защита на Вярата и Помощ на Бедните и Страдащите“)
- Судан: (арабски, „Победата е наша!“)
- САЩ: In God We Trust (английски: „Уповаваме в Бог“)

## Т
- Тайланд: ชาติ ศาสนา พระมหากษัตริย์ (тайландски, „Народ, вяра, цар“)
- Тонга: Ko e ʻOtua mo Tonga ko hoku tofiʻa (тонгански, „Бог и Тонга са моето наследство“)
- Тувалу: Tuvalu mo te Atua (тувалуански, „Всемогъщо Тувалу“)
- Турция: Yurtta Barış, Dünyada Barış ("Мир в страната, мир в света“)

## У
- Уганда: For God and My Country (английски, „За Бог и страната ми“)

## Ф
- Фиджи: Rerevaka na Kalou ka Doka na Tui (фиджийски, „Бой се от Бога, почитай краля“)
- Франция: Liberté, égalité, fraternité (френски, „Свобода, равенство, братство“)

## Х
- Хаити: L'union fait la force (френски, „Съединението е сила“)

## Ц
- Централноафриканска република: Unité, Dignité, Travail (френски, „Обединение, достойнство, труд“)

## Ч
- Чад: Unité, Travail, Progrès (френски, „Обединение, труд, напредък“)
- Чили: Por la razón o la fuerza (испански, „С правото или чрез силата“)

## Ш
- Швейцария: традиционен, но не официален Unus pro omnibus, omnes pro uno (латински, „Един за всички, всички за един“)

## Я
- Япония: няма